# أكاسيا 38
أكاسيا 38 هو مسلسل تلفزيوني إسباني من إنتاج تليفزيون بومرنغ لصالح التلفزيون الإسباني (TVE) والذي تم بثه في الأصل على القناة الأولى الإسبانية (La1) في الفترة من 2 أبريل 2015 إلى 13 مايو 2021. تدور أحداث الرواية في المبنى رقم 38 شارع أكاسيا في مدريد. تم تحديد بداية المسلسل عام 1899  بحلول الموسم الخامس، تم تعيينه في عام  استغرق الموسم السابع قفزة زمنية مدتها 5 سنوات حتى عام 
في مارس 2020، توقف التصوير بسبب حالة الطوارئ الصحية لجائحة كوفيد-19 في إسبانيا ، ثم تم استئنافه في منتصف مايو. لتجنب نفاد الفصول، بثت قناة TVE نصف حلقة من المسلسل يوميًا، بإجمالي فصلين ونصف في الأسبوع. واعتبارًا من 15 يونيو 2020، سيُعاد إصدار الفصول الكاملة للمسلسل بعد عودة الممثلين إلى التصوير. في 29 يناير 2021، تم الإعلان عن إلغاء المسلسل، لينتهي تصويره في مارس وبثه في مايو. بعد أيام، ذكرت قناة TVE أنه تتم دراسة جزء عرضي من المسلسل يركز على حب كامينو ( أريا بيدمار ) ومايتي (يلينيا باجليتو) في باريس ،  والذي أثار بالفعل عرضًا عرضيًا في تنسيق البودكاست ، #مايتينو : البودكاست .

## المواسم
| الموسم | الموسم | الحلقات | الحلقات | البث الأصلي    | البث الأصلي    | البث الأصلي | #         | قالب:Abbrv |
| الموسم | الموسم | الحلقات | الحلقات | البث الأول     | البث الأخير    | الشبكة      | #         | قالب:Abbrv |
| ------ | ------ | ------- | ------- | -------------- | -------------- | ----------- | --------- | ---------- |
|        | 1      | 220     | 220     | 15 أبريل 2015  | 18 فبراير 2016 | tve         | 1–220     | -          |
|        | 2      | 361     | 361     | 19 فبراير 2016 | 16 أغسطس 2017  | tve         | 221–581   | [ 9 ]      |
|        | 3      | 242     | 242     | 17 أغسطس 2017  | 9 أغسطس 2018   | tve         | 582–823   | [ 10 ]     |
|        | 4      | 137     | 137     | 10 أغسطس 2018  | 28 فبراير 2019 | tve         | 824–960   | [ 11 ]     |
|        | 5      | 341     | 341     | 1 مارس 2019    | 6 أغسطس 2020   | tve         | 961–1301  | [ 12 ]     |
|        | 6      | 101     | 101     | 7 أغسطس 2020   | 8 يناير 2021   | tve         | 1302–1402 | -          |
|        | 7      | 81      | 81      | 8 يناير 2021   | 4 مايو 2021    | tve         | 1403–1483 | [ 6 ]      |

## الإصدارات الدولية
| بلد المنطقة | اسم المسلسل  | الشركات المنتجة                            | تاريخ العرض لأول مرة | انتهى التاريخ |
| ----------- | ------------ | ------------------------------------------ | -------------------- | ------------- |
| مصر         | ليالي أوجيني | إنتاج شركة بيلينك للانتاج الفني أفلام ايجل | 2018                 | 2018          |

## وصلات خارجية
- أكاسيا 38 على موقع IMDb (الإنجليزية)
- أكاسيا 38 على موقع فيلمافينيتي (الإسبانية)
- أكاسيا 38 على موقع كينوبويسك (الروسية)
- أكاسيا 38 على موقع قاعدة بيانات الفيلم (الإنجليزية)